# Miyahara Yuji
Yuji Miyahara (sinh ngày 19 tháng 7 năm 1980) là một cầu thủ bóng đá người Nhật Bản.

## Sự nghiệp câu lạc bộ
Yuji Miyahara đã từng chơi cho Nagoya Grampus Eight, Avispa Fukuoka, Sagan Tosu, Cerezo Osaka và Ehime FC.